# Međunarodni dan mira
Međunarodni dan mira obilježava se 21. rujna svake godine.  Utemeljila ga je Opća skupština Ujedinjenih naroda 1981. godine u svrhu obilježavanja i jačanja ideala mira među svim narodima i državama, a Rezolucijom Ujedinjenih naroda iz 2001. određen je danom nenasilja i prekida neprijateljstava na svjetskoj razini.
Tradicionalno na Dan mira u Sjedištu Ujedinjenih naroda u New Yorku tijekom dana zvoni Japansko zvono mira, dar građana Hirošime i japanskog naroda u spomen na razorne posljedice rata i ljudske žrtve ubijene pod izlikom svjetskog mira.